# Danielle Frenkel
Pour les articles homonymes, voir Frenkel.
Danielle Frenkel (née le 8 septembre 1987) est une athlète israélienne, spécialiste du saut en hauteur.

## Carrière

### Révélation (2010)
Les débuts de Danielle Frenkel au saut en hauteur remontent à 2001. Elle rencontre son entraineur Anatoly Shafran en 2007. En 2008, à 21 ans, son record est d'1,66 m (une fille de cet âge possède environ un record à 1,92 m). L'année suivante, elle le porte à 1,79 m à Amsterdam. Elle est ensuite éliminée aux Championnats d'Europe espoirs avec 1,72 m.
En 2010, elle porte son record lors des Championnats d'Israël à 1,89 m puis à 1,91 m. Ces performances sont des nouveaux records nationaux. Elle réalise ensuite une hauteur d'1,92 m lors des qualifications des Championnats d'Europe de Barcelone le 30 juillet 2010. Deux jours plus tard, elle se classe dernière de la finale avec 1,85 m.
En janvier 2011, elle porte son record en salle à 1,87 m puis à 1,90 m. En mars, elle réalise 1,94 m lors des qualifications des Championnats d'Europe en salle de Paris. En finale, elle rate de peu de faire l'exploit en décrochant une médaille mais la Suédoise Ebba Jungmark brise cet instant. L'Israélienne termine au pied du podium avec 1,92 m, ex-æquo avec la Française Melanie Melfort et la Russe Svetlana Shkolina.
Lors de la saison estivale, elle franchit 1,90 m à Tel Aviv-Jaffa. Elle participe aux Championnats d'Europe par équipes à Reykjavik où elle se classe première du saut en hauteur (1,84 m) et quatrième du triple saut (12,24 m). En revanche, elle ne passe pas le cap des qualifications des Universiade de Shenzen (1,75 m) et des Championnats du monde de Daegu (1,85 m).

### Retrait progressif à la suite d'une blessure (2012)
Fin 2011, l'Israélienne se blesse sérieusement et fait impasse sur toute sa saison 2012, incluant les Jeux olympiques de Londres. En 2013, Frenkel réalise un petit comeback le 20 février à Tel-Aviv avec 1,80 m. Malheureusement, elle se blesse de nouveau. Se sentant mieux avec son corps en 2015, il est prévu qu'elle reprenne la compétition en 2016, après cinq années sans performances.
À la suite de ses deux grosses blessures, Frenkel a pris une décision inédite jusqu'alors chez les sauteurs en hauteur professionnels : elle décide de changer de pied d'impulsion, passant de gauche à droite. 

### Retour avec un autre pied d'appel (2016)
Ce changement est plus difficile que dans le triple saut ou le saut en longueur, et elle réalise début 2016 lors de sa première compétition 1,60 m, loin de ses 1,94 m. En 2017, elle saute 1,73 m.
En 2018, sa progression avec son nouveau pied d'appel continue : elle débute le 28 mars avec 1,75 m, puis saute par deux fois 1,80 m, à Tel-Aviv-Jaffa et Athènes. En juin, elle saute par deux fois 1,78 m et une fois 1,79 m, confirmation de sa potentielle progression. Le 7 juillet 2019, à Neurim, elle efface 1,82 m.

## Palmarès
| Date | Compétition                       | Lieu         | Résultat | Marque |
| ---- | --------------------------------- | ------------ | -------- | ------ |
| 2010 | Championnats d'Europe             | Barcelone    | 12e      | 1,85 m |
| 2011 | Championnats d'Europe en salle    | Paris        | 4e       | 1,92 m |
| 2011 | Championnats d'Europe par équipes | Reykjavik    | 1re      | 1,84 m |
| 2018 | Championnats des Balkans          | Stara Zagora | 10e      | 1,75 m |

## Records
| Épreuve         | Épreuve      | Performance | Lieu      | Date            |
| --------------- | ------------ | ----------- | --------- | --------------- |
| Saut en hauteur | En plein air | 1,92 m (NR) | Barcelone | 30 janvier 2010 |
| Saut en hauteur | En salle     | 1,94 m (NR) | Paris     | 5 mars 2011     |